# Houslařství

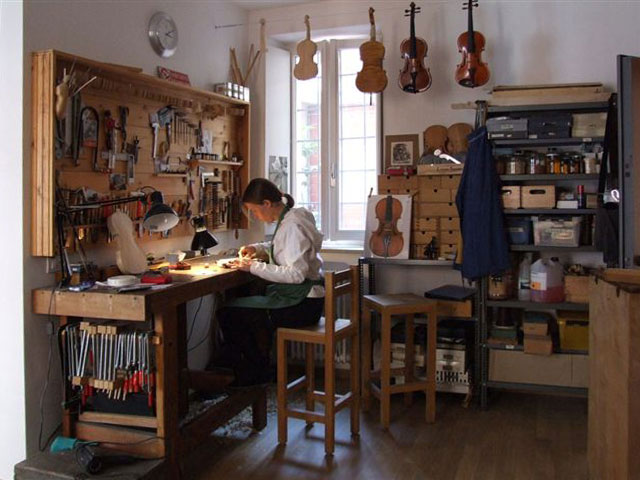
Houslařská dílna v Cremoně

Houslařství je umělecké řemeslo, které se zabývá výrobou a opravami houslí a dalších smyčcových nástrojů houslové rodiny, jako je viola, violoncello nebo kontrabas. V anglické jazykové oblasti se jako luthier označuje i výrobce kytar a dalších dřevěných nástrojů. Od 19. století se levnější nástroje vyrábějí také manufakturně a průmyslově. V českých zemích bylo houslařství – vedle Prahy a velkých měst – soustředěno v Podkrkonoší a hlavně v Krušnohoří. Tam sice později vznikla průmyslová výroba (Kraslice, Luby u Chebu), ale v době pobělohorské při rekatolizaci místního obyvatelstva se zdejší houslaři, exulanti, přesunuli do Saska a své dovednosti rozvíjeli v Německu, například v Klingenthalu. Velkými středisky houslařství je severní Itálie (Cremona) a jižní Německo.

## Popis

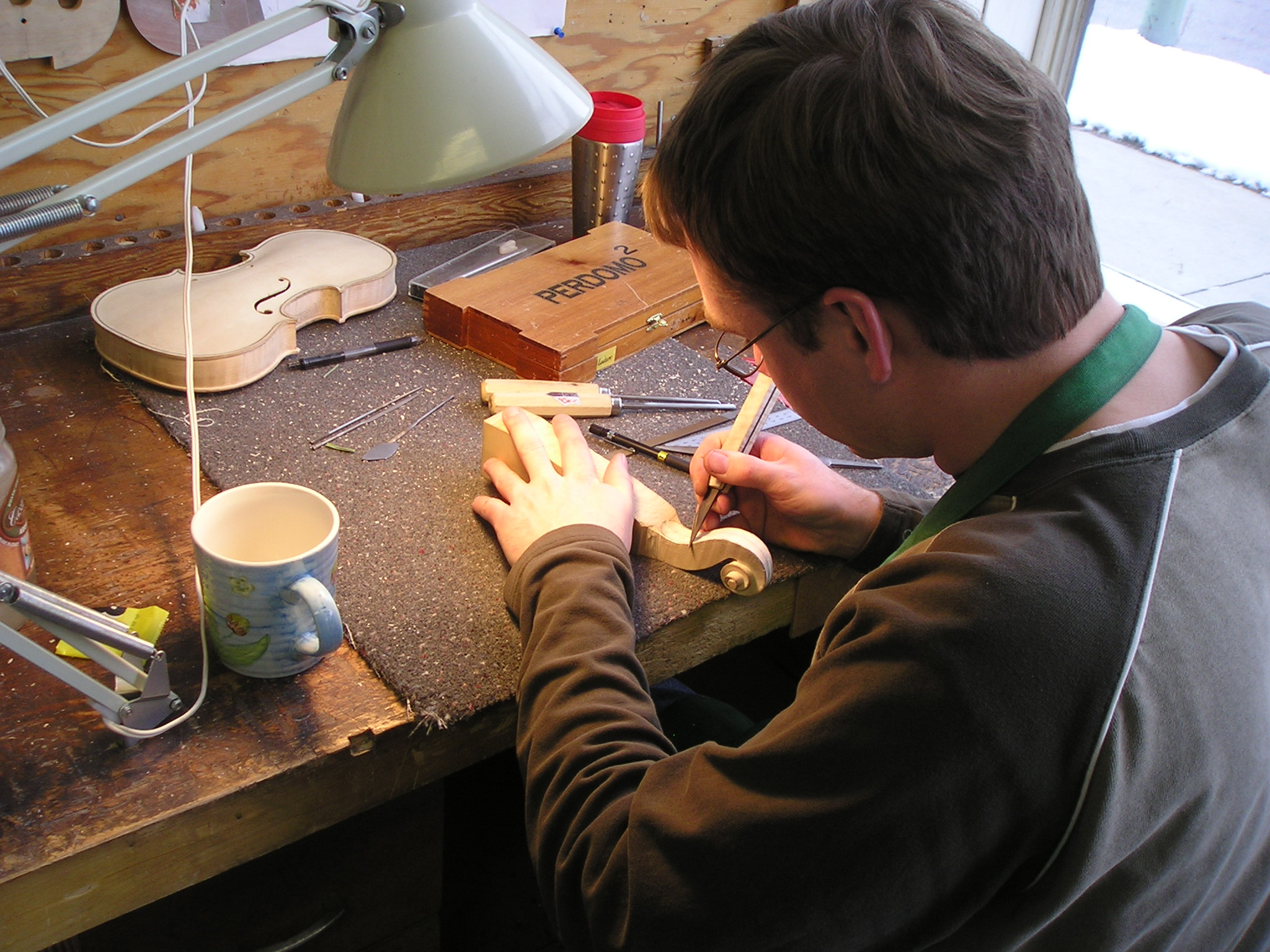
Houslař při práci

Práce houslaře se nejvíc podobá práci řezbáře, má však své vlastní postupy i nástroje. Hlavní součásti houslí a jim podobných nástrojů jsou svrchní a spodní ozvučná deska, spojené luby, a na ně navazuje krk s hmatníkem a vyřezávanou hlavičkou. Součásti se k sobě klíží a nakonec lakují.
Svrchní deska je vyrobena z vybraného „rezonančního“ smrkového dřeva s hustými lety, která musí probíhat kolmo k rovině desky. Proto se dřevo neřeže jako na prkna, nýbrž radiálně, směrem ke středu kmene. Jen kontrabasy se staví z plochých prkének. Deska se dlabe a hobluje, případně frézuje ze dvou sklížených přířezů, jen výjimečně z jednoho kusu. Deska se nejprve dokonale opracuje z vrchní strany, pak teprve se dlabe zespodu (zevnitř). Tvar se kontroluje šablonami podle různých historických vzorů a má na nejslabších místech tloušťku několika málo milimetrů. Okraj desky je silnější, na spodní straně rovinný, aby se na něj daly přiklížit luby, a po okraji se zesiluje zapuštěným vykládáním, aby se předešlo prasklinám. Po stranách svrchní desky jsou souměrné esovité otvory.
Spodní deska bývá obvykle z javorového dřeva, často s „plaménkovou“ strukturou, a je obvykle také ze dvou půlek. Vykládání nebo řezby na spodní straně má pouze ozdobný význam a dnes se téměř neužívá. Také tvar spodní desky se pečlivě odvozuje od osvědčených vzorů. Obě desky jsou spojeny ohýbanými luby, nejčastěji také z plaménkového javoru. Luby se skládají ze šesti sklížených dílů, jejichž švy jsou vyztuženy špalíčky. Od špalíčků, zasazených do šablony, sestavování houslí začíná. Do dolního špalíčku je zasazen žalud, na nějž se zavěšuje struník, o horní špalíček se opírá krk. Mezi obě desky se zhruba pod kobylkou vkládá smrková duše, která není přiklížena.
Krk je obvykle také zhotoven z javoru, s naklíženým ebenovým hmatníkem, který přesahuje nad svrchní desku, a na horním konci vybíhá ve vyřezávanou hlavičku s napínacími kolíčky z ebenového nebo jiného velmi tvrdého dřeva. Hlavička má dnes obvykle tvar klasického šneku, v minulosti se však vyřezávala i do jiných tvarů a na některých houslích představuje například Beethovena. Vnější povrch šneku tvoří obvykle dvě mělké a oblé rýhy, které u ručně řezaných hlaviček pokračují až dovnitř zavinutí, kdežto u frézovaných hlaviček končí dříve.
Ke smyčcovým nástrojům patří také smyčce, jejichž výrobou se zabývají specializovaní řemeslníci. Také javorové kobylky, struníky, kolíčky a další součásti houslaři dnes většinou nakupují u specializovaných firem.

## Historie
Předchůdci houslařů byli výrobci jiných nástrojů, zejména rozmanitých viol (viola da gamba) a louten. Housle vznikly před rokem 1550 v severní Itálii a nejstarší známé housle postavil Andrea Amati (asi 1505 - asi 1578) v Cremoně, patrně na zakázku francouzského krále Karla IX. Prvenství se však někdy připisuje i G. Duiffopruggarovi nebo G. da Salo. U Andreova vnuka Nicolo Amatiho se učili další slavní houslaři, zejména Antonio Stradivari a Andrea Guarneri. Od nich se odvozují dvě houslařské tradice a mírně odlišné typy houslí. Až do konce 18. století se zvlášť cenily housle rakouského houslaře Jakoba Stainera (asi 1617-1683), který se možná také učil u někoho z rodiny Amati. Stainerovy housle mají užší horní část těla a více vyklenutou desku. Od konce 18. století se však hudební vkus přiklonil ke stradivariovským houslím, které mají také silnější zvuk.

## Štítek
Pod levým esovitým otvorem bývá na spodní desku vlepen štítek, který původně označoval výrobce houslí. Tak je tomu i dnes u mistrovských, ručně vyrobených nástrojů. U továrních nástrojů se sem vlepuje tištěný štítek, který má označovat jen typ houslí (např. Amati, Stradivari, Stainer), může však laika zmást.

## Slavní houslaři

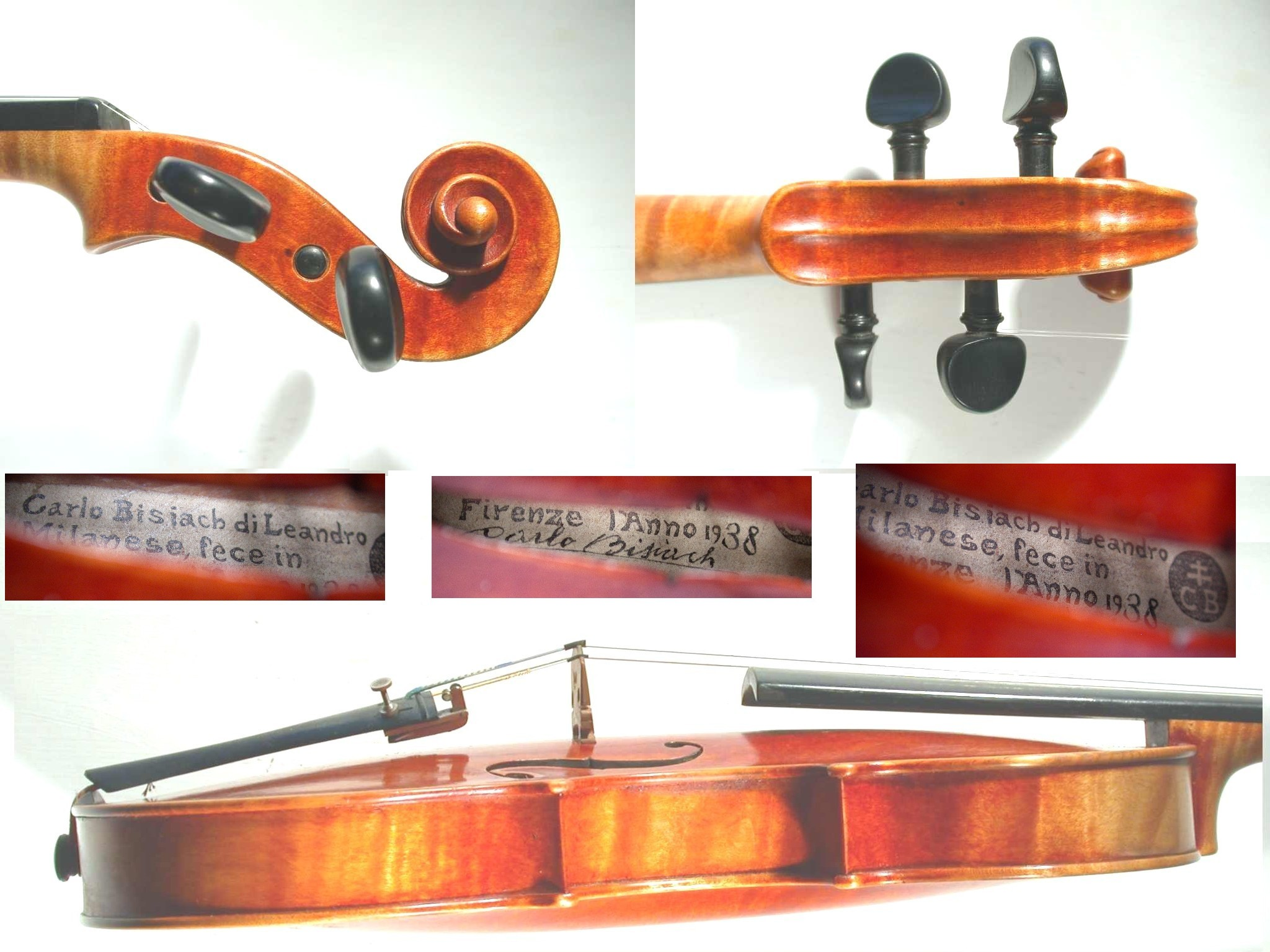
Housle italského houslaře C. Bisiacha z roku 1938 (hlavička, štítky a pohled z boku)

- Andrea Amati (kolem 1505-1578) Cremona
- Gasparo Duiffopruggar (1514-1570) Lyon
- Gasparo da Salo (1542-1609) Brescia
- Giovanni Paolo Maggini (kolem 1580- kolem 1630) Brescia
- Nicolo Amati (1596-1684) Cremona
- Jakob Stainer (asi 1617-1683) Absam, Rakousko
- Andrea Guarneri (1626-1698) Cremona
- Francesco Ruggieri (asi 1630-1698) Cremona
- Antonio Stradivari (1644-1737) Cremona
- Sebastian Klotz (1696-1768) Mittenwald, Bavorsko
- Giuseppe Guarneri (1698-1744) Cremona
- Nicolas Lupot (1758-1824) Mirecourt, Francie
- Jean Baptiste Vuillaume (1798-1875) Paříž

## Čeští houslaři
Významní pražští a čeští houslaři:
- Tomáš Edlinger (1662-1729) Praha
- Jan Jiří Hellmer (1687-1770) Praha
- Alois Vincenc Honěk (1911 - 2002) Praha
- Jan Oldřich Eberle (1699-1768) Praha
- Josef Anton Laske (1738-1805) Praha [2]
- Kašpar Strnad (1750-1823) Praha
- Emanuel Adam Homolka (1796-1849) Velvary aj.
- Johann Kulik (1800-1872) Praha
- Věnceslav Metelka (+1868) Paseky
- Jan Dvořák (1825-1890) Praha
- Jan Baptista Vávra (1870-1937) Praha
- Karel Pilař (1899-1985) Hradec Králové
- Přemysl Otakar Špidlen (1920-2010) Praha